# Communauté d'agglomération d'Agen
Pour les articles homonymes, voir CAA.
La Communauté d'agglomération d'Agen (CAA) était le nom de la structure intercommunale regroupant la ville d'Agen et les communes qui l'entourent. Au 1er janvier 2013, elle a fusionné avec la communauté de communes du canton de Laplume-en-Bruilhois et la commune de Pont-du-Casse pour former un nouvel établissement public de coopération intercommunale dont le nom est l'Agglomération d'Agen.

## Histoire
La CAA a succédé en 2000 à la « Communauté de communes d'Agen » qui avait elle-même remplacé en 1998 le « District de l'agglomération agenaise ». 

## Anciennes communes membres
La communauté d'agglomération était composée des 19 communes suivantes :

| Nom                         | Code Insee | Gentilé          | Superficie (km2) | Population (dernière pop. légale) | Densité (hab./km2) |
| --------------------------- | ---------- | ---------------- | ---------------- | --------------------------------- | ------------------ |
| Agen (siège)                | 47001      | Agenais          | 11,49            | 32 193 (2022)                     | 2 802              |
| Astaffort                   | 47015      | Astaffortais     | 35,17            | 2 002 (2022)                      | 57                 |
| Bajamont                    | 47019      | Bajamontais      | 12,2             | 1 000 (2022)                      | 82                 |
| Boé                         | 47031      | Boétiens         | 16,5             | 5 784 (2022)                      | 351                |
| Bon-Encontre                | 47032      | Bon-Encontrais   | 20,56            | 6 386 (2022)                      | 311                |
| Caudecoste                  | 47060      | Caudecostois     | 17,13            | 1 133 (2022)                      | 66                 |
| Colayrac-Saint-Cirq         | 47069      | Colayracais      | 21,36            | 3 106 (2022)                      | 145                |
| Cuq                         | 47076      | Cuquois          | 16,89            | 280 (2022)                        | 17                 |
| Fals                        | 47092      | Falois           | 9,4              | 405 (2022)                        | 43                 |
| Foulayronnes                | 47100      | Foulayronnais    | 28,86            | 5 480 (2022)                      | 190                |
| Lafox                       | 47128      | Lafoxiens        | 5,23             | 1 079 (2022)                      | 206                |
| Layrac                      | 47145      | Layracais        | 38,11            | 3 913 (2022)                      | 103                |
| Le Passage                  | 47201      | Passageois       | 12,89            | 9 360 (2022)                      | 726                |
| Saint-Caprais-de-Lerm       | 47234      |                  | 13,6             | 703 (2022)                        | 52                 |
| Saint-Hilaire-de-Lusignan   | 47246      | Saint-Hilairiens | 16,77            | 1 509 (2022)                      | 90                 |
| Saint-Nicolas-de-la-Balerme | 47262      | Nicolaïtes       | 4,72             | 425 (2022)                        | 90                 |
| Saint-Sixte                 | 47279      | Saint-Sixtois    | 5,92             | 356 (2022)                        | 60                 |
| Sauvagnas                   | 47288      |                  | 13,57            | 525 (2022)                        | 39                 |
| Sauveterre-Saint-Denis      | 47293      |                  | 8,25             | 385 (2022)                        | 47                 |